# Rui Santiago
Rui Santiago (Itaqui, 29 de janeiro de 1900 — ) foi um militar e político brasileiro. Exerceu o mandato de deputado federal constituinte pelo Distrito Federal em 1934.

## Carreira militar
Deu início às suas atividades militares ao ingressar no Colégio Militar de Porto Alegre, em 1912. Já transferido para o Rio de Janeiro, em 1918, sentou praça na Escola Militar do Realengo e quatro anos mais tarde foi promovido a segundo-tenente, passando a servir na 20º Companhia de Metralhadoras. Sua trajetória o levou até Natal, onde foi transferido para o 29º Batalhão de Caçadores. Já em 1924, voltando ao Rio de Janeiro, ingressou no 1° Regimento de Infantaria e em setembro daquele ano foi promovido a primeiro-tenente.
Além da formação militar, Santiago foi engenheiro arquiteto, formado pela Escola Nacional de Belas-Artes da Universidade do Rio de Janeiro, formando-se em 1930.
Sua participação na revolução de 1930 se deu como oficial de ligação entre o Exército e a Polícia Militar do Distrito Federal, movimento que resultou na deposição do então presidente Washington Luís. Após a vitória do movimento, assumiu o poder como sub-diretor militar da 4ª Divisão da Estrada de Ferro Central do Brasil, demitindo-se assim que Getúlio Vargas assumiu o governo provisório em novembro do ano seguinte. Já em 1932, em meio da Revolução Constituinte, em novembro, foi promovido a capitão.
Suas últimas conquistas como militar, depois da passagem política, foram de ser promovido a major em maio de 1942, tornando-se adjunto do estado-maior da 1ª Região Militar, localizada no Rio de Janeiro. Quatro anos mais tarde, em 1946, conquistou o posto de tenente-coronel e no ano seguinte serviu na 1ª Circunscrição de Recrutamento. Sendo promovido a coronel em 1952.

## Vida Política
Em 1933 ajudou a fundar o Partido Autonomista do Distrito Federal, criado em março, decorrência da convocação das eleições para a Assembleia Nacional Constituinte. Santiago foi eleito deputado constituinte, em 1933, pelo Distrito Federal, tomando posse em novembro do mesmo ano. Após a promulgação da nova Carta (16/07/1943), ele teve seu mandato estendido até maio de 1935, sendo sua última atuação política. Sua participação no cenário político foi breve, porém o ex-militar contribuiu na defesa da colaboração entre empregados e empregadores, sendo um programa de seu partido. Criou sindicatos como órgãos de representação profissional e de um tribunal de conciliação. Ajudou inclusive na assistência a trabalhadores, artistas e cientistas.